# Шарлот Гензбур
Шарлот Луси Гензбур (фр. Charlotte Lucy Gainsbourg; 21. јул 1971) је британско-француска глумица и певачица, ћерка енглеске глумице Џејн Беркин и француског музичара Сержа Гензбура. Музиком се бави од детињства, а са 15 година је објавила свој први албум Charlotte for Ever. Вратила се музичкој каријери 2006. године и до сад је објавила још три албума. Као глумица, најпознатија је по честој сарадњи са данским режисером Ларсом фон Триром, у чијим филмовима Антихрист, Меланхолија и Нимфоманка тумачи главне улоге. Добитница је награде Цезар и награде Канског фестивала за најбољу глумицу у главној улози.